# روزافزون
آقا رستم (رستم روزافزون) حاکم مستقل سوادکوه سلسلهٔ روزافزونیان را در سال ۸۹۷ هجری بنیان گذاشت. این حکومت کوچک که در ابتدا فقط در سوادکوه می‌زیست کم‌کم در اوایل دههٔ ۹۰۰ سراسر مناطق مرکزی و شرقی طبرستان را تحت فرمان گرفت و به مبارزه با مرعشیان پرداخت، چنانچه در سال ۹۰۴هجری کمال‌الدین بن شمس‌الدین مرعشی که به‌تازگی حکومت پدرش را ارث برده‌بود را به‌قتل رساند و بزرگان مرعشیان تا زمان مرگ آقا رستم روزافزون از خود حرکتی نشان ندادند.
روزافزون با شیبانیان متحد شدند و سرانجام پس از شکست شیبک‌خان ازبک از شاه اسماعیل، شاه دست بریده ازبک را نزد روزافزون فرستاد و روزافزون با دیدن انگشتری خان ازبک، درگذشت.
پس از مرگ وی شخصی به نام عبدالکریم‌بن عبدالله‌بن عبدالکریم که از بزرگان مرعشی بود حکومت مازندران را به‌دست گرفت و در این زمان حکومت شاه‌اسماعیل ده سال داشت.

## منبع
- مازندران و استرآباد، رابینو، صفحه ۱۵۲.
- “Marʿas̲h̲is بایگانی‌شده  در ۱۵ ژوئیه ۲۰۱۴ توسط Wayback Machine”. In Encyclopaedia of Islam. vol. 5. 2 ed. Brill, 1986. ISBN ‌90-04-07819-3. Archived from the originalبایگانی‌شده  در ۱۴ ژوئیه ۲۰۱۴ توسط Wayback Machine on 02 January 2013. Retrieved March 27, 2012.